# مورن شیکه
مورن شیکه (فرانسوی: Maureen Chiquet‎؛ زادهٔ ۱ ژانویه ۱۹۶۳) کارآفرین، بازرگان و مدیر ارشد اجرایی فرانسوی است، که در حال حاضر به‌عنوان مدیر عامل اجرایی شرکت شنل اس. ای. فعالیت می‌کند.